# University College Dublin
University College Dublin (iriska: An Coláiste Ollscoile) är ett universitet i republiken Irlands huvudstad Dublin.